# Disrupció cel·lular

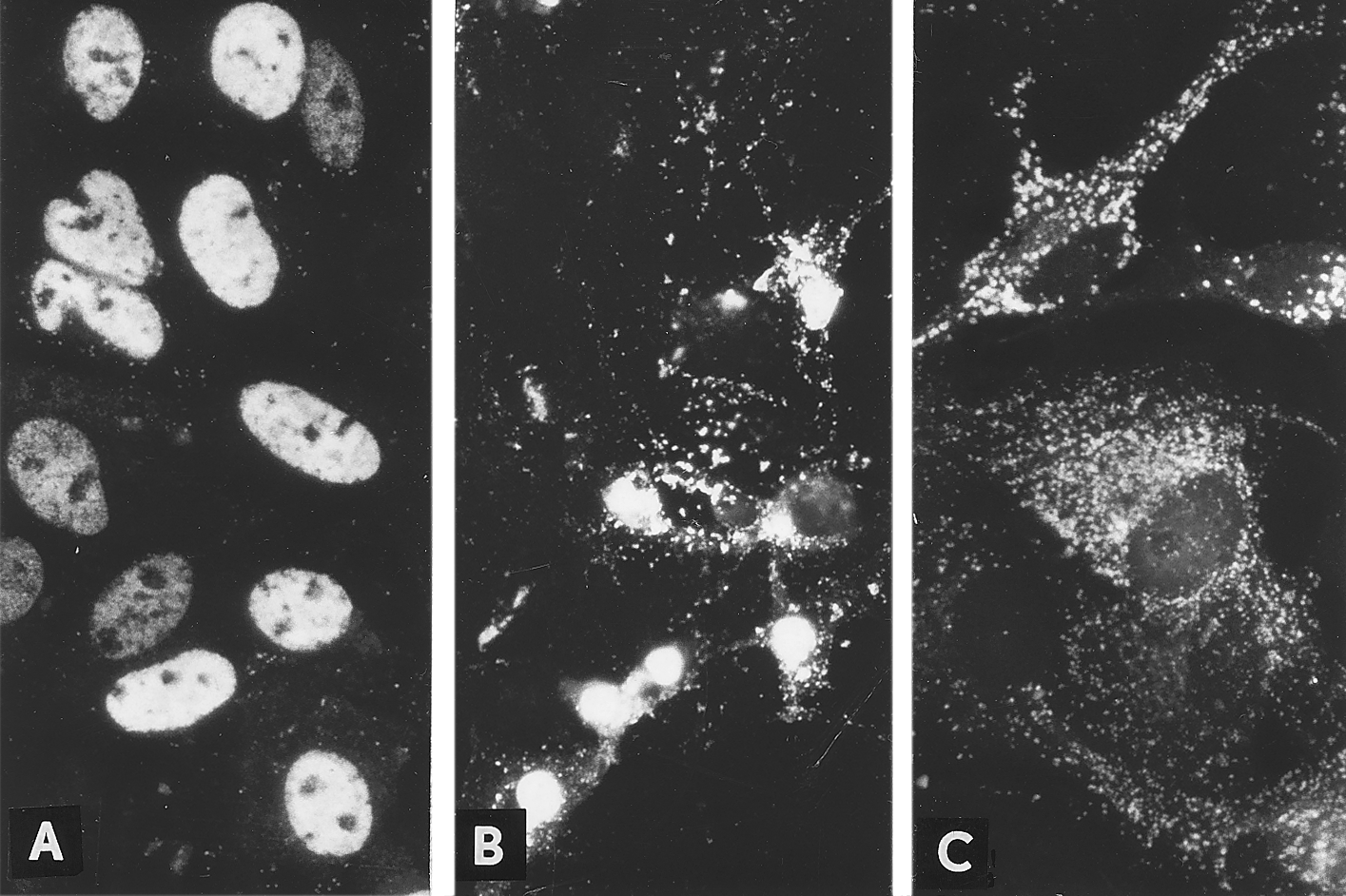
Cèl·lules disruptades de ronyó de porc vistes al microscopi de fluorescència.

La disrupció cel·lular és el procés de trencament de les cobertes d'una cèl·lula de manera intencionada per a finalitats biotecnològiques, i en què aquesta ruptura de les membranes o parets cel·lulars forma part d'un procediment més ampli que té com a finalitat recuperar un producte d'interès de caràcter intracel·lular. Aquests productes intracel·lulars es produeixen en la majoria de casos de forma soluble al citoplasma o en cossos d'inclusió, lloc en el qual s'acumulen en grans quantitats.
Es tracta, doncs, d'un procés de lisi delicat, en què les majors dificultats sorgeixen pel fet de tractar-se d'una ruptura cel·lular no controlada i resultant d'un alliberament sense impediments de tots els productes intracel·lulars (proteïnes, àcids nucleics, restes cel·lulars...). Un cop dut a terme, el producte obtingut haurà de passar per diversos processos de separació i purificació depenenent de les necessitats de comercialització o investigació, el que es coneix com a etapa downstream d'un bioprocés.
El pas previ a la disrupció cel·lular és l'anàlisi exhaustiu de les característiques del producte d'interès que es vol aïllar i purificar. Per una banda, cal prendre èmfasi en els factors que propicien la pèrdua de propietats o la degradació, així com considerar els aspectes de la línia cel·lular de l'espècie amb la que es vol aplicar el procés, i més en concret la seva coberta cel·lular. Aquest conjunt de situacions són els que determinaran el mètode exacte de disrupció.

## Factors interns i externs del procés
Hi ha certs requisits per a la interrupció de la cèl·lula sense la desnaturalització del producte desitjat. A l'hora de caracteritzar la disrupció, les propietats principals a tenir en compte quant a aquest fet són el pH, la generació de calor i augment de la temperatura, els agents químics que es puguin emprar, l'estrès mecànic de la cèl·lula, la generació d'escuma i la toxicitat per metalls.
Quant a factors intrínsecs i interns de la cèl·lula, cal vigilar l'alliberament de proteases i la contaminació per àcids nucleics.

## Línies cel·lulars d'interès
Els tipus cel·lulars més emprats a la bioindústria, i per tant, als que més cal produir disrupcions són els següents:
1. Cultius de cèl·lules de mamífer
2. Cultius de cèl·lules vegetals
3. Floridures
4. Cèl·lules de llevat
5. Teixits de col·lènquima
6. Cèl·lules de bacteris grampositius
7. Cèl·lules de bacteris gramnegatius

## Membranes plasmàtiques

Representació de la bicapa lipídica de les membranes plasmàtiques cel·lulars.

Formades a partir de lípids i proteïnes, el seu tret principal és que presenten un model de mosaic fluid organitzat en una bicapa fosfolipídica, els components de la qual flueixen pel pla de membrana. Contenen, a més a més, una gran diversitat de receptors de membrana i enzims catalítics necessaris per al metabolisme intern cel·lular.
La presència d'una membrana plasmàtica afavoreix un aïllament selectiu dels medis extern i intern i proveeix d'una estructura de protecció envers agents patògens. Per altra banda, les proteïnes incrustades en la mateixa duen a terme funcions de comunicació intercel·lular i transport selectiu de molècules.

## Parets cel·lulars

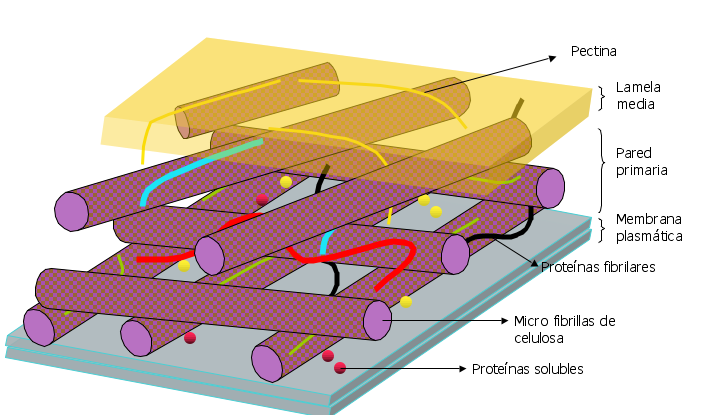
Esquematització de la paret cel·lular vegetal.

Simplificació esquemàtica de les parets bacterianes. Al dibuix superior, paret d'un bacteri grampositiu: op: 1. membrana citoplasmàtica, 2. paret cel·lular, 3. espai periplasmàtic. Al dibuix inferior, bacteri gramnegatiu: 4. membrana citoplasmàtica, 5. paret cel·lular, 6. membrana externa, 7. espai periplasmàtic.

La paret cel·lular una matriu extracel·lular, una capa rígida que es localitza a l'exterior de la membrana plasmàtica i actua com a compartiment cel·lular intervenint en totes les relacions de la cèl·lula amb l'entorn. A més a més la paret cel·lular protegeix els continguts de la cèl·lula, dona rigidesa a l'estructura cel·lular, i en el cas dels fongs i plantes, defineix l'estructura i confereix suport als teixits. També suporta la pressió de turgència.
Segons si l'organisme en té o no, se'n distingeixen diversos tipus, que comparteixen les característiques funcionals anteriors però difereixen quant a la seva composició.
Pel que fa a la paret cel·lular vegetal, consta de plasmodesmes (canalitzacions de comunicació intercel·lular), i de tres capes amb components diferents. En primer lloc, la paret primària fibril·lar, que és una paret constituïda per microfibril·les de cel·lulosa i hemicel·lulosa, que s'organitzen en graus de complexitat. La segueix la làmina mitjana, formada per pectina, i finalment la paret secundària matricial de caràcter opcional i que depèn de l'organisme. Aquesta última és més variable quant a contingut i comprèn hemicel·lulosa, pectines, proteïnes estructurals, substàncies d'incrustació (lignina, suberina i cal·losa) i aposicions (ceres i cutina).
La paret cel·lular fúngica, per altra banda, està composta per dues capes de polisacàrids: la interna, transparent i amorfa, està constituïda principalment per β-glucans, mentre que a la capa externa s'hi troben ubicades les manoproteïnes, ancorades a la capa interna de β-glucans o bé travessant-la. Aquesta part externa té un gruix que suposa el 15-20% del pes sec de la cèl·lula.
Relatiu a la paret cel·lular bacteriana, s'ha de distingir segons la classificació que els regeix per mètodes de tinció de Gram:
- Bacteris grampositius: és una estructura gruixuda i molt desenvolupada de peptidoglicà o mureïna, que compta amb incrustacions d'àcid teicoïc i lipoteicoïc.[1][9] Té un gran contingut d'aminoàcids, en concret alanina, àcid glutàmic i altres substàncies com lisina i DAP. Tenen, tanmateix, una sola bicapa lipídica i un baix contingut proteic i alt en lípids.
- Bacteris gramnegatius: en aquest cas, consta d'una xarxa de peptidoglicà molt fina organitzada en una sola capa. Compta també amb una membrana externa caracteritzada per la presència de porines i de lipopolisacàrids tòxics per altres espècies.[9]

## Classificació general dels mètodes disruptius
La classificació dels mètodes de disrupció s'estableix en dos grups principals: la mecànica, on actuen forces físiques no inherents a la mostra mitjançant equipament específic, i la no mecànica. Aquesta última agrupa la variant química - en què s'empren detergents i substàncies solubilitzadores de la coberta cel·lular - i la biològica o enzimàtica, on s'utilitzen enzims de microorganismes per a lisar la cèl·lula en qüestió i obtenir-ne els productes intracel·lulars.

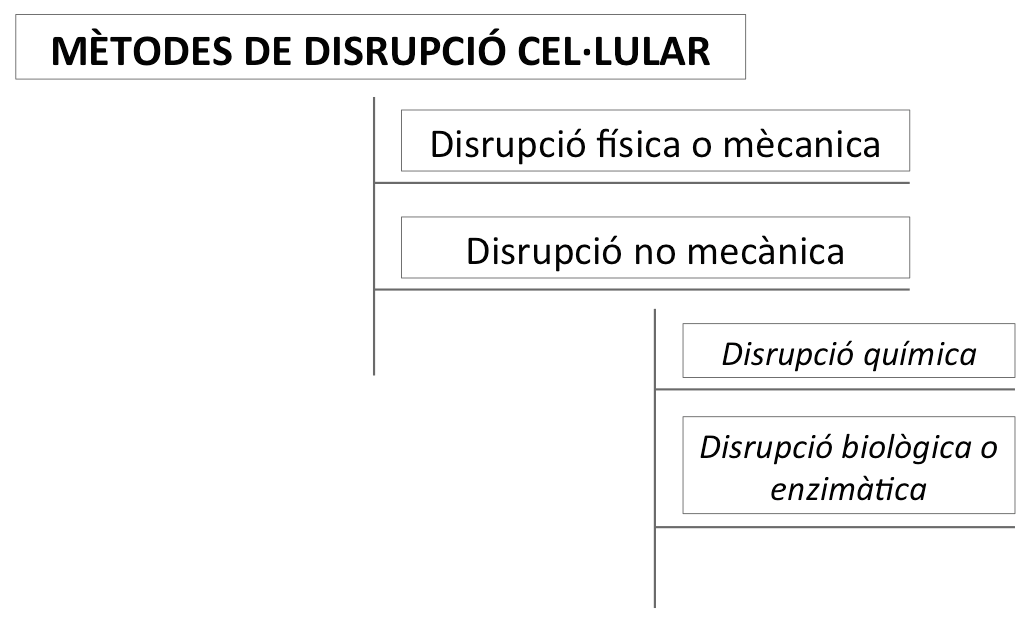
Esquema general dels diferents mètodes disruptius.